# Rafael Abella
Rafael Abella (Barcelona, 1917 - Barcelona, 23 december 2008) was een Spaans schrijver. Hij schreef de Spaanse microgeschiedenis van de Burgeroorlog tot de jaren 1990.
Abella was ook chemicus. In de jaren 1970 schreef hij zijn eerste werken over het alledaagse leven in Spanje. Hij schreef onder andere boeken over het leven tijdens de Spaanse Burgeroorlog en over het leven onder het regime van Franco (1939-1975). Abella streed tijdens de burgeroorlog aan de zijde van de latere dictator Franco. Zijn bekendste werk is La vida cotidiana durante la Guerra Civil uit 1973.

## Werken
- Los años del Nodo
- Lo que el Siglo XX nos ha dado
- Por el imperio hacia Dios
- De la Semana Trágica al 20-N
- La vida cotidiana en España durante el régimen de Franco